# Da'n före da'n
Da'n före da'n (engelska: The Night Before Christmas) är en amerikansk animerad kortfilm från 1933. Filmen ingår i Silly Symphonies-serien.

## Handling
Filmen är en uppföljare till I jultomtens verkstad och handlar om när jultomten lämnar alla julklappar till barnen. Han måste göra det försiktigt för att inte väcka barnen.

## Om filmen
Filmen är baserad på dikten A Visit from St. Nicholas från 1823.
I filmen spelas Stilla natt och Jingle Bells, framfört av Leigh Harline.
När filmen hade Sverigepremiär gick den under titeln Da'n före da'n. Alternativa titlar till filmen är Jultomten kommer och Tomtens julnatt.

## Rollista
- Allan Watson – jultomten
- Kenny Baker – sjungande berättare[6]